# 야마토촌 (이바라키현 마카베군)
야마토촌(大和村)은 이바라키현 마카베군에 속했던 촌이다.

## 개요
이바라키현 현 서부에 위치하며 농업과 석재업이 번성한 온난한 마을이다, 마을 북부로 JR 동일본 미토선이 통과하고 있어 야마토 역을 통해 통근 및 통학, 관광에 이용할 수 있다.국도 50호도 근접해 있어 교통편은 양호하다.
2005년 10월 1일 나카베 군 마카베 정, 니시이바라키 군 이와세 정과 합병해 사쿠라가와시가 되었다. 

## 역사
- 1954년 1월 22일 - 2개의 촌이 합병해 야마토촌이 성립하였다.
- 2005년 10월 1일 나카베 군 마카베 정, 니시이바라키 군 이와세 정과 합병해 사쿠라가와시가 성립해 야마토촌은 폐지되었다.

## 경제

### 취업 인구
- 1차 산업 : 522명
- 2차 산업: 1,810명
- 3차 산업: 1,443명

(2000년)

### 재정
- 세입 : 32억7,101만3,000엔
- 세출 : 31억3,830만6,000엔

(2001년)

### 행정
- 정장:이지마 테루노부
- 의회의장 : 스즈키요시

## 교통

### 철도
- 동일본 여객철도 미토선

### 도로
- 국도 제50호선